# Theodore Presser
Theodore Presser Company est une maison d'édition et de distribution de musique située à King of Prussia et antérieurement à Bryn Mawr. C'est actuellement l'éditeur de musique le plus ancien aux États-Unis.

## Histoire

### Theodore Presser, le fondateur
Theodore Presser est né le 3 juillet 1848 à Pittsburgh. Il est le fils d'émigrants allemands Christian Presser et Caroline Dietz. Pendant sa jeunesse il travaille dans une fonderie qui fabrique des boulets de canons pendant la Guerre de Sécession. Ce travail étant trop dur pour lui, à partir de 16 ans il vend des tickets pour la compagnie du Strokosch Opera de Pittsburgh. En 1864, il travaille dans un magasin de musique de Pittsburgh. Il devient finalement le responsable du rayon des partitions.
Presser commence des études musicales à 19 ans en apprenant le piano. À 20 ans, il étudie à l'Université de Mount Union pendant un an puis il travaille comme professeur de piano à l'Université du Nord de l'Ohio pendant deux ans. Il poursuit ses études au Conservatoire de Miami, au New England Conservatory of Music et à l'École supérieure de musique et de théâtre Felix Mendelssohn Bartholdy de Leipzig en Allemagne sous la direction de Reinecke, Jadassoh, and Zwintscher. Ses débuts tardifs au piano ont handicapé sa technique.
Il est le fondateur du département de l'Université Wesleyenne de l'Ohio où il enseigne de 1876 à 1878. Il fonde l'Association nationale des professeurs de musique (en). Enfin, il étudie en Allemagne de 1878 à 1880. Il devient directeur de la musique au Hollins College (en) de Roanoke (Virginie),. En octobre 1883, il commence la publication du magazine de musique The Etude (en) avec 250 dollars en poche. Le succès immédiat du magazine le conduit à rechercher de meilleures conditions de diffusion à Philadelphie en 1884.
Presser meurt à Philadelphie le 28 octobre 1925. Il a été marié à Helen Louise Curran (1890-1905) et Elise Houston (1908-1922).

### La maison d'édition Theodore Presser
Presser devient éditeur pour répondre aux besoins de sa revue The Etude.
Theodore Presser Company rachète John Church Company (en) en 1930 puis la société de Oliver Ditson (en). Par cette acquisition, Presser fait remonter son origine à 1783, quand Batelle's Book Store (qui deviendra Oliver Ditson Company) a commencé le commerce d'édition de musique à Boston.
En 1972, Theodore Presser Company acquiert Elkan-Vogel et ses filiales locales comme Hamelle et Cie et les Éditions Henry Lemoine et devient ainsi un des principaux distributeur de Musique française aux États-Unis.
Le 31 août 2004, Presser ferme ses magasins de King of Prussia et du centre de Philadelphie. La société se concentre désormais principalement sur les activités d'édition et de distribution de son siège à King of Prussia.
Outre son propre catalogue, Presser est le distributeur de plus de 70 éditeurs américains et internationaux comme Universal Edition, Peermusic Classical, Éditions Alphonse Leduc et Bärenreiter-Verlag.

## Compositeurs distribués par Theodore Presser
| - Clint Needham (nl) - Samuel Adler - Daniel Asia - Ronald Caltabiano (en) - Chen Yi - Daniel Dorff (en) - John Downey (en) - Keith Emerson - Donald Erb (en) - Adolphus Hailstork - Charles Ives - Stephen Jaffe (en) - Martin Kennedy (en) - William Kraft (en) - Thomas Oboe Lee (en) | - David Leisner (en) - Gerald Levinson (en) - Peter Scott Lewis (en) - Lowell Liebermann - Robert Muczynski - Jeffrey Mumford (en) - Carter Pann - Thomas Pasatieri - Vincent Persichetti - Marta Ptaszynska (en) - Shulamit Ran - Behzad Ranjbaran (en) - Jay Reise - George Rochberg - Carl Ruggles | - Peter Schickele - P. D. Q. Bach - Gary Schocker (en) - William Schuman - Roger Sessions - Ralph Shapey - Steven Stucky - Robert Suderburg (en) - George Tsontakis - Melinda Wagner - David Ward-Steinman (en) - Hugo Weisgall - Dan Welcher (en) - Richard Wernick - Ellen Zwilich |  |